# Gargoyle (Fabelwesen)

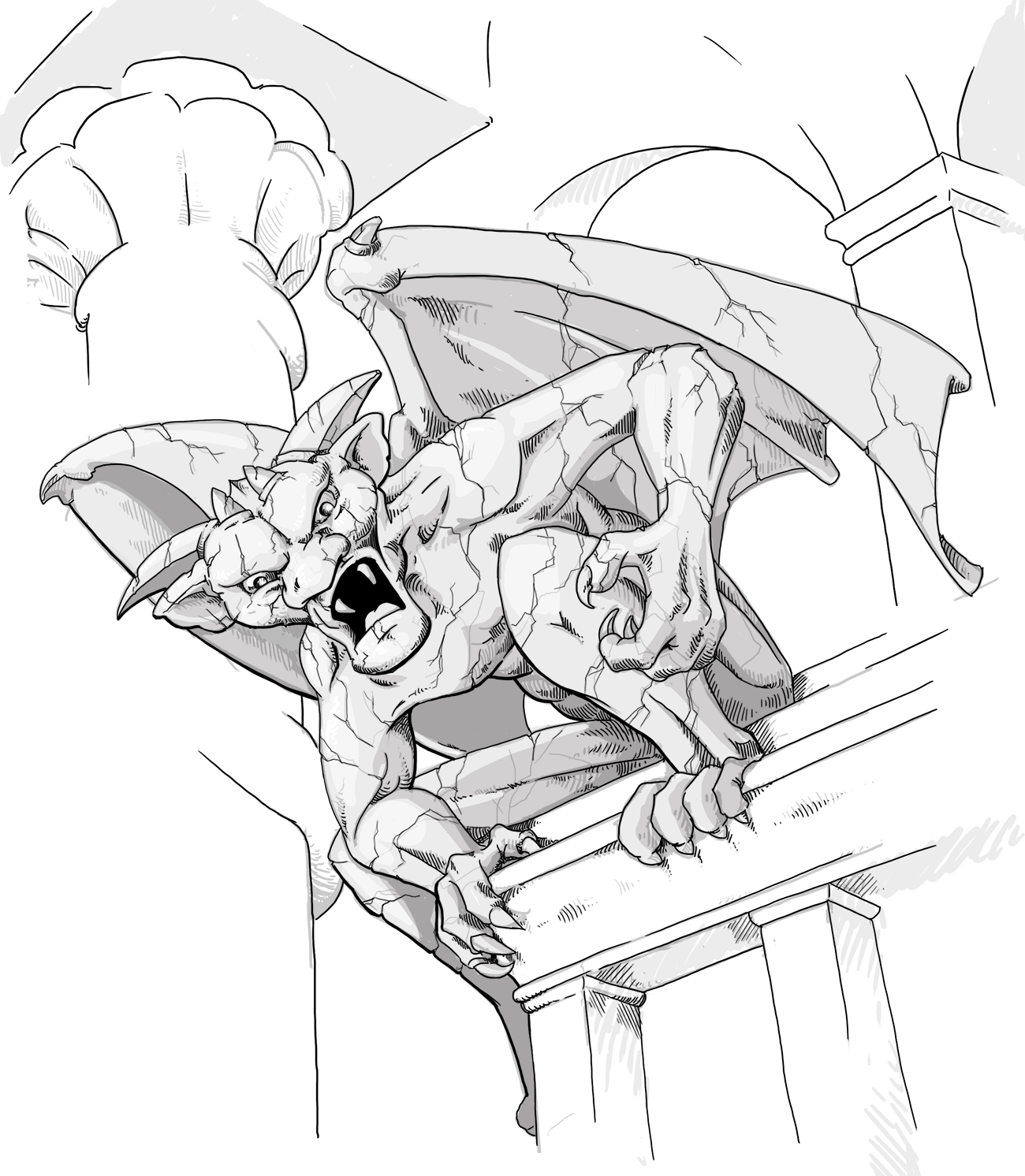
Zeichnung eines Gargoyle im Rollenspiel Dungeons & Dragons

Ein Gargoyle ist ein Fantasiegeschöpf, das in zahlreichen Werken der Phantastik und der modernen Populärkultur vorkommt. Vorbilder dieser Kreaturen sind die grotesk-figürlichen Wasserspeier, wie sie vor allem an Gebäuden der Gotik zu finden sind. Der Name leitet sich von dem französischen gargouille (deutsch wörtlich „die Gurgelnde“; sinnbildlich „Wasserspeier“ oder „Regenrinne“) ab, wurde ins Englische als gargoyle (britisch: [ˈɡɑːɡɔɪl], amerikanisch: [ˈɡɑɹˌɡɔɪl]) übernommen und ist in viele Sprachen eingegangen.
In Literatur, Filmen und Spielen des Fantasy- sowie Horrorgenres stellen Gargoyles meist Statuen in tierischer oder Chimärengestalt dar, die durch Zauberei oder dämonische Energie zum Leben erweckt werden. Es gibt aber auch Fiktionen, in denen Gargoyles eine freundliche Rolle spielen. Je nach Werk kommen Gargoyles als Einzelwesen oder als ganze Spezies oder Rasse von Monstern vor.

## Ursprung

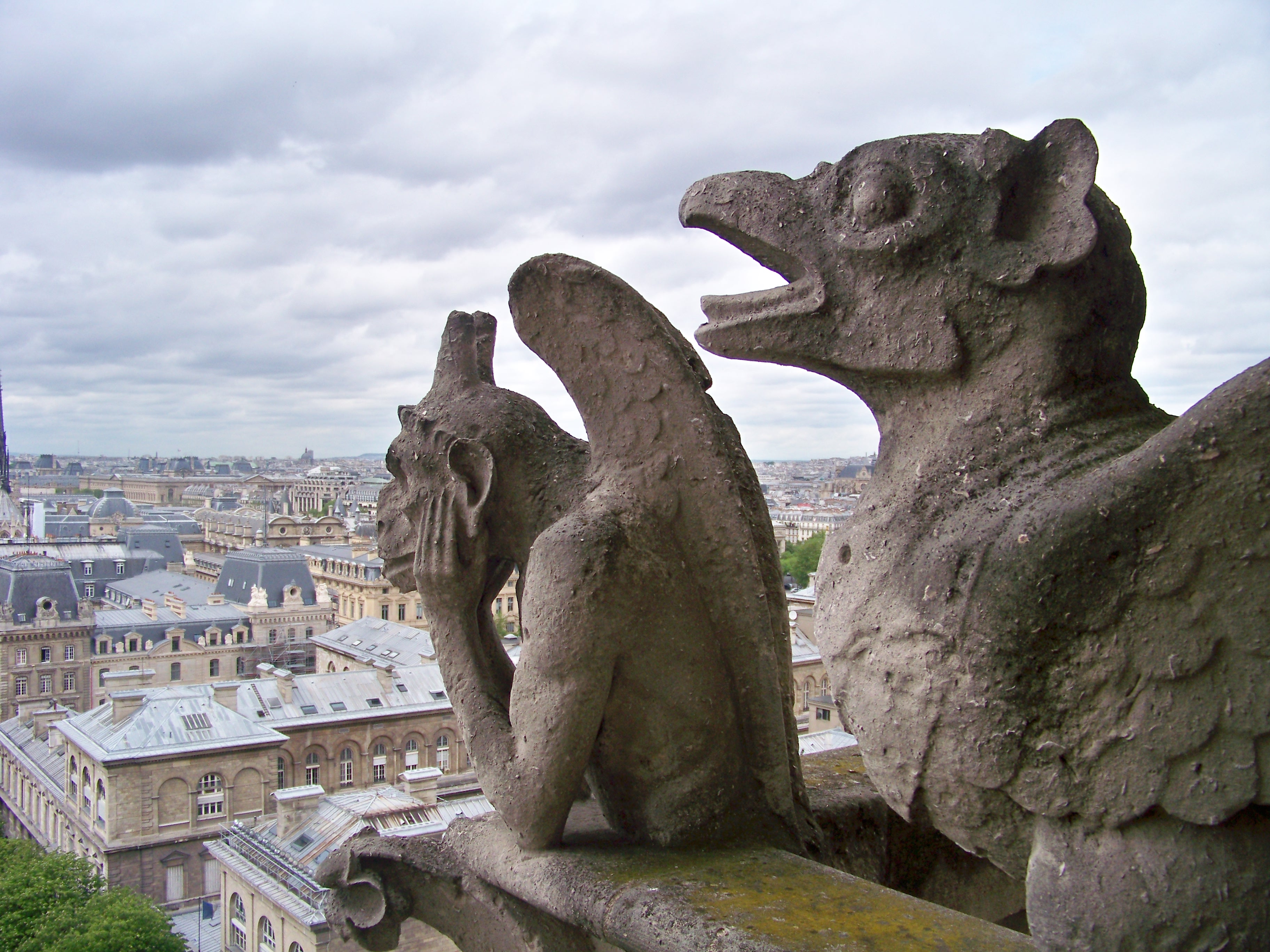
Neogotische Chimären aus dem 19. Jahrhundert an der Kathedrale Notre-Dame de Paris

Im Frankreich des 8. Jahrhunderts erzählte man, dass in einer Höhle nahe der Seine ein Drache namens Le Gargouille hause, der anstelle von Feuer häufig Wasser speie und für Überschwemmungen in der Umgebung sorge. Also seien ihm Menschen geopfert worden, bis der Heilige Romanus von Rouen den Drachen angeblich einfing, ihn köpfen ließ und den Drachenkopf an die Stadtmauer heftete. Aus dieser Legende ging der Brauch hervor, Drachenköpfe in Steinmauern zu meißeln und dadurch an den symbolischen Sieg der Christen über den Teufel in Gestalt des Drachen zu erinnern. Gemäß dem Volksglauben sollten die Gargoyles mit ihren Fratzen das Böse aus den Kirchen (und anderen Gebäuden) fernhalten.
Gargoyles als figürliche, steinerne Wasserspeier sind an alten, städtischen Brunnen sowie als Fassadenschmuck an gotischen Kirchen, Kathedralen und an besonders schmucken Rathäusern zu finden. Dort haben sie die Aufgabe, Regenwasser vom Mauerwerk wegzuleiten, damit die Fassaden nicht verschmutzen und der Mörtel nicht ausgewaschen wird. Ursprünglich waren die meisten Gargoyles tiergestaltig, doch schon bald setzte sich der Trend durch, sie als groteske, teufelähnliche Wesen darzustellen. Zunächst erinnerten sie am ehesten an Satyre und Faune, später fügte man ihnen fledermausähnliche Schwingen hinzu. Tatsächlich stammen die ersten „klassischen“ Gargoyle-Figuren aus Frankreich während der Zeit um 1150 n. Chr. Mit der wachsenden Beliebtheit des gotischen Baustils setzten sich auch die Gargoyles im restlichen Europa als Dekorelement durch.

## Darstellung in moderner Fiktion

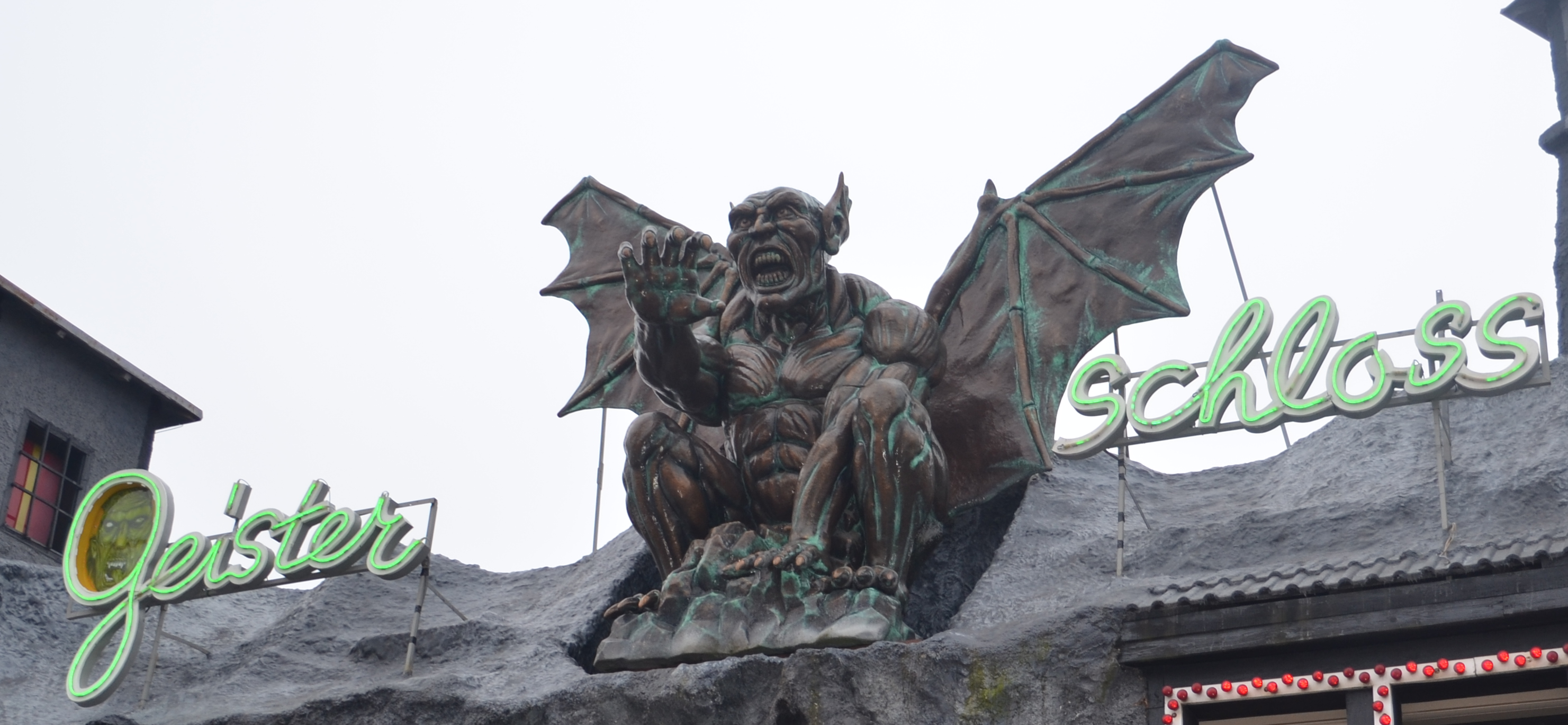
Gargoyle als Schreckfigur (Geisterschloss, Wiener Prater)

Das unheimliche Wesen der Gargoyles fand früh auch Eingang in den Film. Der Monumentalfilm Der Glöckner von Notre Dame (The Hunchback of Notre Dame) von Wallace Worsley aus dem Jahr 1923 beginnt mit einer geschickt gedrehten Nahaufnahme der steinernen Wasserspeier der Kathedrale Notre-Dame in Paris, zwischen ihnen ist Quasimodo zu sehen, der die Fratzen der Gargoyles nachahmt. Diese erwachen dort aber noch nicht zum Leben.
Gargoyles als zum Leben erweckte Kreaturen oder Monster kommen in verschiedenen Medien des Horror- und Fantasygenres seit den 1930er-Jahren vor. Dabei können diverse Rollenkonstellationen unterschieden werden, die Gargoyles in den jeweiligen Texten, Filmen oder Spielen einnehmen.

### Bösartiges Konstrukt
Eine der ersten literarischen Bearbeitungen der Gargoyle-Figur ist Clark Ashton Smiths Schauergeschichte Der Steinmetz und die Wasserspeier (The Maker of Gargoyles) von 1932: Ein mittelalterlicher Steinmetz erfüllt zwei von ihm geschaffene Wasserspeier unbewusst mit seinem Hass und seiner Lust, wodurch sie zum Leben erwachen und die Stadt heimsuchen. Als er versucht, sie zu zerstören, wenden sich die Kreaturen auch gegen ihren Schöpfer. In Fritz Leibers Kurzroman Spielball der Hexen (Conjure Wife; 1943, erweiterte Fassung 1952) wird der Gargoyle durch bewusste Zauberei zum Leben erweckt: Eine Hexe belebt eine Drachenstatue auf dem Dach eines Hochschulgebäudes und hetzt sie auf die Hauptfigur, einen Anthropologieprofessor. Auf diesem Romanstoff beruht Sidney Hayers Film Hypno (Night of the Eagle) von 1962, in dem die zum Leben erweckte Statue jedoch die Gestalt eines Adlers hat und letztendlich auch ihre Urheberin tötet.
In der Folge The Dæmons der achten Staffel der BBC-Fernsehserie Doctor Who (1971) belebt ein außerirdischer „Dämon“ einen steinernen Wasserspeier mittels Telekinese. In Ayton Davis’ Fernsehfilm Gargoyles – Monster aus Stein (Reign of the Gargoyles) von 2007 wird im Mittelalter eine Skulptur des heidnischen Gottes Vorthon zum Leben erweckt, diese wendet sich jedoch gegen ihre Schöpfer und erschafft selbst eine Armee weiterer Gargoyles. Jahrhunderte später erwecken Nazi-Zauberer die zwischenzeitlich wieder versteinerten Gargoyles zu neuem Leben.

### Körperliche Hülle eines Dämons oder Geistes
Während die Gargoyles in den vorgenannten Werken als bösartige Gebilde erschaffen oder zum Leben erweckt werden, dienen sie in anderen Fiktionen als Gefäß oder Verkörperung eines Geistes oder einer dämonischen Kraft. Ein frühes Beispiel für diese Variante des Gargoyle-Stoffes ist die Kurzgeschichte The Horn of Vapula (1932) von Lewis Spence, in dem ein Bischof einen Pakt mit dem Teufel schließt, diesen aber nicht einhält und seinen Familiargeist in einen gehörnten, ziegenähnlichen Wasserspeier bannt, der hiernach jahrhundertelang des Nachts durch das Umland streift.
In den Marvel Comics (erstmals in Heft Nr. 94: The Defenders von 1981) ist Gargoyle eine Superheldenfigur: Ein Mann namens Isaac Christians geht einen Pakt mit Dämonen ein, sein Geist wird in einen belebten Wasserspeier verpflanzt, der einen Superhelden entführen soll. Er wendet sich jedoch gegen den Dämon, wird selbst ein Superheld und schließt sich den Defenders an. In Ivan Reitmans Film Ghostbusters – Die Geisterjäger von 1984 haben die Dämonen Zuul und Vinz Clortho die Gestalt von gehörnten, hundeähnlichen Statuen, die zum Leben erwachen, Menschen attackieren und von diesen Besitz ergreifen, bevor sie am Ende wieder ihre Hundegestalt annehmen.
Auch in anderen Werken verschwimmen die Grenzen zwischen Gargoyle und Mensch: In Der Schwur der Liebenden (Lover's Vow), einer Episode der Filmanthologie Geschichten aus der Schattenwelt (Tales from the Darkside) von John Harrison (1990), tötet ein zum Leben erwachter Wasserspeier den besten Freund der Hauptfigur, eines Künstlers, verschont diesen jedoch unter der Bedingung, dass er mit niemandem über die Existenz des Monsters sprechen darf. Kurz darauf begegnet er einer schönen Frau, in die er sich verliebt und die er heiratet. Als er ihr eines Tages eine Skulptur des Monsters zeigt und damit seinen Schwur bricht, stellt sich heraus, dass seine Frau selbst das Monster ist, das Menschengestalt angenommen hat, sich nun zurückverwandelt und ihn schließlich tötet.
In der Folge Groteske (Grotesque) der dritten Staffel von Akte X – Die unheimlichen Fälle des FBI (1996) behauptet ein Künstler, dem mehrere Morde vorgeworfen werden, von einem Gargoyle besessen gewesen zu sein. Es wird angedeutet, dass der Gargoyle-Geist nicht nur den mordenden Künstler, sondern auch einen FBI-Ermittler und kurzzeitig den Helden der Serie, Fox Mulder, besessen habe.

### Spezies von Monstern
In Bill L. Nortons Fernsehfilm Gargoyles aus dem Jahr 1972 kommen Gargoyles erstmals als Spezies (und nicht nur als Einzelwesen) vor. Sie werden als eine Rasse reptiloider Monster dargestellt, die Satan erschuf, um im Abstand von Jahrhunderten die Menschheit zu verheeren. Im Pen-&-Paper-Rollenspiel Dungeons & Dragons kommen Gargoyles als Spezies seit der ersten Auflage von 1974 vor. Sie stellen dort listige, reptiloide Monster mit Hörnern und Klauen dar, die nur mit magischen Waffen getroffen werden können.

### Freundliche Gargoyles

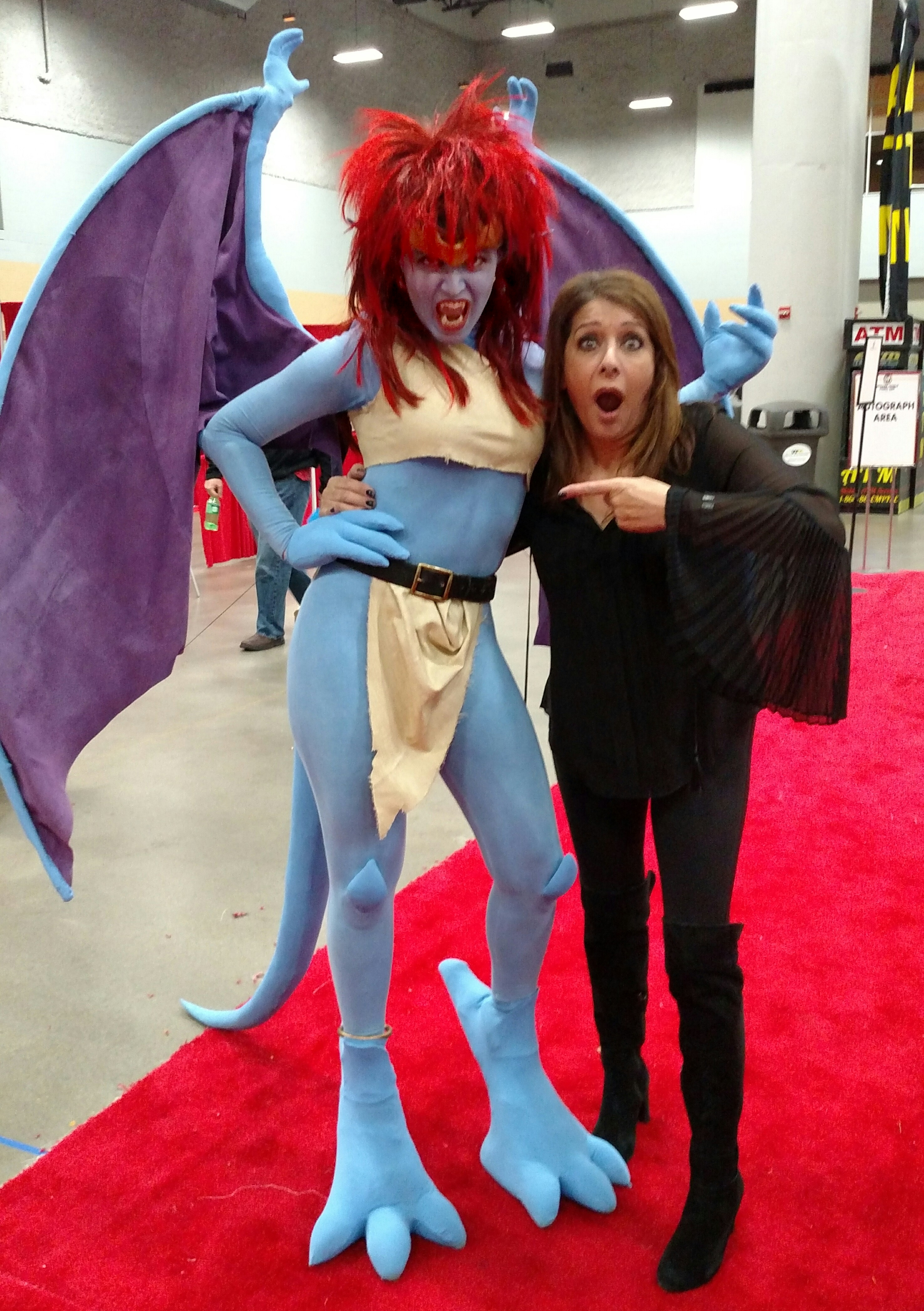
Cosplay-Darstellerin der Demona aus der Zeichentrickserie Gargoyles und Schauspielerin Marina Sirtis

Im Jahr 1993 beschloss die Trickfilmindustrie erstmals, Gargoyles selbst zu Hauptakteuren einer Serie zu machen. In der Zeichentrick-Serie Gargoyles – Auf den Schwingen der Gerechtigkeit, die von der Walt Disney Company produziert und von 1993 bis 1997 ausgestrahlt wurde, erwacht eine Gruppe schottischer Gargoyles nach 1000 Jahren Schlaf zum Leben und muss sich in der modernen Welt von New York zurechtfinden, wohin ihre Burg versetzt wurde. Tagsüber sind sie starre Steinstatuen, nachts erwachen sie zum Leben und fliegen durch die Lüfte. Während die Hauptfiguren der Serie eher Sympathieträger sind, die gegen Verbrecher kämpfen, haben sie mit Demona auch eine bösartige Gegenspielerin, die ebenfalls ein Gargoyle ist.
Im Jahr 1996 veröffentlichte Disney seinen bekannten Trickfilm Der Glöckner von Notre Dame, in dem drei – freundliche – geflügelte Gargoyles zum Leben erwachen, singen, sprechen und dem Titelhelden zur Seite stehen.
Der 1995 erschienene Roman Wasser-Speier (Geis of the Gargoyle) aus Piers Anthonys Xanth-Reihe führt die Gargoyle-Figur auf ihre ursprüngliche Verbindung zum Element Wasser zurück: Der Gargoyle Gary fungiert dort als Schutzgeist eines Flusses, den er von seiner Verschmutzung reinigen will. Auch in den Scheibenwelt-Romanen von Terry Pratchett haben Gargoyles eine schützende Aufgabe, in Hohle Köpfe (Feet of Clay) von 1996 dient beispielsweise ein belebter Wasserspeier namens Fallrohr („Downspout“) als Obergefreiter in der Stadtwache.  In Katherine Kurtz’ Kurzgeschichte The Gargoyle’s Shadow (1998) und dem darauf beruhenden Roman Saint Patrick’s Gargoyle (2001) haben Gargoyles in der irischen Hauptstadt Dublin die Rolle von Schutzgeistern ihrer jeweiligen Kirche.
In der von 2009 bis 2010 erschienenen Fantasy-Roman-Trilogie Liebe geht durch alle Zeiten (auch Edelstein-Trilogie) der deutschen Autorin Kerstin Gier steht der Wasserspeierdämon Xemerius der Heldin Gwendolyn Shepherd zwar bisweilen als nervender, aber stets freundlicher und hilfsbereiter Beschützer zur Seite.

### Brett- und Computerspiele
Sowohl als gegnerische Monster als auch als Beschützer, die heraufbeschworen werden können, haben Gargoyles Einzug in die Welt der Brett- und Computerspiele gehalten. Sie treten vor allem in Rollenspielen auf. Entweder sind sie Teil des Dekors oder gar bestimmter Fallen (wie zum Beispiel in der Spielereihe Diablo), oder sie sind selbst aktive Wesen. In der Spielereihe Heroes of Might and Magic können Gargoyles aus Obsidian oder Stein förmlich rekrutiert und dann als Hauptfigur gesteuert werden. In der Reihe Ultima wird von zwei Rassen von Gargoyles erzählt, die ihre Welt aufgrund einer Katastrophe verlassen und in die Menschenwelt Britannia umsiedeln müssen. In dem RPG-Game BatMUD werden Gargoyles als Sklaven von Hexern dargestellt. Einige der Gargoyles wurden allerdings von Dämonen besessen und haben nun einen eigenen Willen. In der Spielereihe Dungeons & Dragons schließlich sind sie wieder gegnerische Monster, die, als Steinstatuen getarnt, ahnungslosen Abenteuern auflauern.

### Sonstige

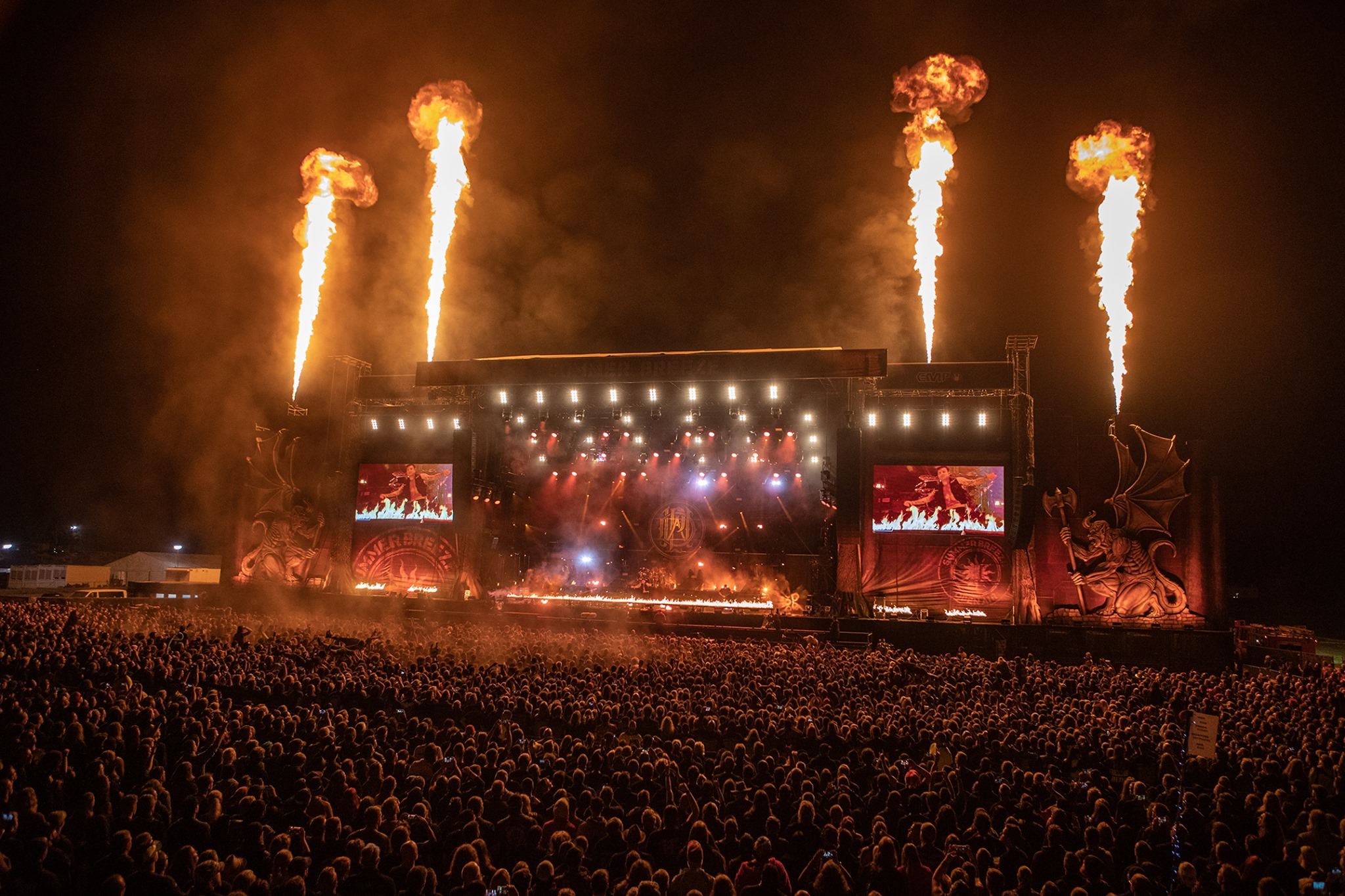
Summer Breeze Open Air Main Stage 2019 in Sinbronn (Gargoyle Figuren zu sehen an den äußeren Seiten)

Die Faszination für Gargoyles als mystische Wesen spiegelt sich auch in eigens angelegten Websites wie zum Beispiel Gargoyles: The Series, The Fans, And The Fan Impact wider. Auf diesen Websites sammeln Fans Fanfiction, Zeichnungen und selbstverfasste Comics. Auf Videoportalen wie YouTube und TikTok erfreuen sich Videos von angeblichen Augenzeugen „echter Gargoyle-Begegnungen“ einiger Beliebtheit. Moderne Geisterbahnen setzen Gargoyle-Figuren in monströser Form als Schreckfiguren ein, so zum Beispiel das Geisterschloss auf dem Wiener Wurstelprater.
Beim Summer Breeze Open Air, dem größten Metal-Festival in Süddeutschland, zieren zwei gigantische Gargoyle Figuren die Hauptbühne.